# Desa Sumberpakem (administrativ by i Indonesien, lat -8,04, long 113,80)
Desa Sumberpakem är en administrativ by i Indonesien.   Den ligger i provinsen Jawa Timur, i den västra delen av landet, 800 km öster om huvudstaden Jakarta.